# Kanonloppet 1961
Kanonloppet 1961 je bila šestnajsta neprvenstvena dirka Formule 1 v sezoni 1961. Odvijala se je 20. avgusta 1961 na švedskem dirkališču Karlskoga Circuit. 

## Dirka
| Poz | Dirkač              | Moštvo                     | Konstruktor     | Čas/Odstop      | Št. m. |
| --- | ------------------- | -------------------------- | --------------- | --------------- | ------ |
| 1   | Stirling Moss       | UDT Laystall Racing Team   | Lotus-Climax    | 46:16.8         | 11     |
| 2   | Jo Bonnier          | Porsche System Engineering | Porsche         | + 12.0s         | 2      |
| 3   | John Surtees        | Yeoman Credit Racing Team  | Cooper-Climax   | + 22.7s         | 4      |
| 4   | Roy Salvadori       | Yeoman Credit Racing Team  | Cooper-Climax   | 29 krogov       | 6      |
| 5   | Tim Parnell         | Tim Parnell                | Lotus-Climax    | 28 krogov       | 7      |
| Ods | Jack Brabham        | Jack Brabham               | Cooper-Climax   | Menjalnik       | 3      |
| Ods | Jim Clark           | Team Lotus                 | Lotus-Climax    | Puščanje olja   | 1      |
| Ods | Innes Ireland       | Team Lotus                 | Lotus-Climax    | Motor           | 5      |
| Ods | Geoff Duke          | Fred Tuck                  | Cooper-Climax   | Trčenje         | 10     |
| Ods | Ulf Norinder        | Ecurie Maarsbergen         | Porsche         | Zavrten         | 9      |
| Ods | Carl Hammarlund     | UDT Laystall Racing Team   | Lotus-Climax    | Zavrten         | 8      |
| DNS | Wolfgang Seidel     | Scuderia Colonia           | Lotus-Climax    |                 | -      |
| DNS | Maurice Trintignant | Scuderia Serenissima       | Cooper-Maserati | Brez dirkalnika | -      |
| DNS | Yngve Roqvist       | Tim Parnell                | Lotus-Climax    |                 |        |

- Najboljši štartni položaj: Jim Clark - 1:30.1
- Najhitrejši krog: Stirling Moss in John Surtees - 1:30.4